# Mozart y Beethoven
Wolfgang Amadeus Mozart ejerció una gran influencia en las obras de Ludwig van Beethoven. Beethoven conocía muchas de las obras de Mozart y compuso muchas de sus propias obras basándose en las del compositor de Salzburgo. Además, es posible que los dos compositores se conocieran en Viena en 1787, aunque existen versiones dispares sobre lo que ocurrió exactamente.

## El encuentro en Viena

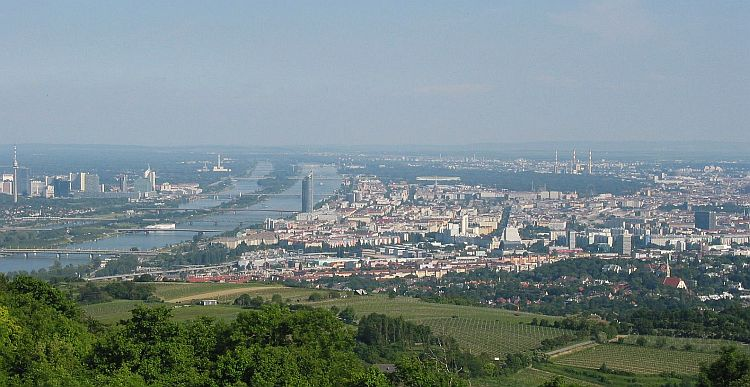
Ludwig van Beethoven pudo haber conocido a Wolfgang Amadeus Mozart durante su grande y hermosa vida de Viena en 1787, aunque existen diversas versiones sobre lo que sucedió en él o, incluso, si el encuentro llegó a producirse.

Este posible encuentro entre Mozart y Beethoven hubiera tenido lugar en la ciudad de Viena en 1787, durante el primer viaje de Beethoven a la ciudad. Existen numerosos documentos, basados en pruebas circunstanciales, acerca de este encuentro. En cambio, hay acuerdo académico en los siguientes datos. En primer lugar, la visita fue breve, con una duración de aproximadamente dos semanas. En segundo lugar, Beethoven regresó a Bonn, al menos en parte, debido al estado de salud de su madre (estaba gravemente enferma de tuberculosis y falleció en julio de ese mismo año). Beethoven tenía un padre alcohólico casi incapacitado y dos hermanos menores, por lo que es comprensible que se sintiera obligado a volver a casa para ayudar a mantener su familia unida. Por último, se acordó que la documentación escrita de los hechos de la visita de Beethoven es muy pobre.
Respecto a lo que pudiera haber sucedido durante la visita, hay diversos puntos de vista. El biógrafo del siglo XIX Otto Jahn relata la siguiente anécdota: 

Beethoven hizo su aparición en Viena como un prometedor joven músico en la primavera de 1787, pero sólo pudo permanecer allí un breve período. Le presentaron a Mozart e interpretó para él a petición suya. Mozart, considerando que la pieza interpretada había sido estudiada previamente, se mostró algo frío en sus expresiones de admiración. Observando esto, Beethoven pidió interpretar un tema improvisado e, inspirado por la presencia del maestro que tanto reverenciaba, interpretó de manera que poco a poco fue captando la total atención de Mozart y acallando a los presentes, dijo enfáticamente, "¡Recuerden su nombre, este joven hará hablar al mundo!"

Lamentablemente, Jahn no dice dónde tuvo noticias de esto, mencionando sólo que "me lo comunicó en Viena alguien autorizado". No existe corroboración de esta historia en ningún documento contemporáneo (por ejemplo, una carta de Beethoven o Mozart o un recuerdo de algún contemporáneo de Beethoven).
Quizás como resultado, los eruditos de la época parecían renuentes a propagar la historia de Jahn. En particular, el Grove Dictionary of Music and Musicians no menciona este hecho y narra la historia del siguiente modo:

En la primavera de 1787 Beethoven visitó Viena. A falta de documentos siguen siendo inciertos los objetivos del viaje y los motivos por los que se realizó, pero parece haber pocas dudas de que se reunió con Mozart y tal vez recibió unas cuantas lecciones de él.

Maynard Solomon, que ha escrito biografías investigando acerca de Mozart y Beethoven, tampoco menciona la historia de Jahn. En lugar de ello, ofrece una posibilidad más controvertida, que Mozart podría haber hecho una prueba a Beethoven y, a continuación, le rechazó:

Beethoven en Bonn se está preparando para ser el sucesor de Mozart por [un grupo de influyentes nobles] que le envió a Viena... para avanzar en ese propósito. Sin embargo, Beethoven, con 16 años de edad, aún no estaba preparado para estar solo. A instancias de su padre, el joven virtuoso abandonó Viena después de sólo dos semanas y volvió a casa en un estado de desánimo por el estado de salud de su madre - y quizás más por el rechazo de Mozart, que estaba más preocupado en sus propios asuntos, incluyendo su preocupante situación financiera y no pudo considerar seriamente la posibilidad de tomar otro alumno, aunque éste tuviera un gran talento y estuviera respaldado por eminentes patrones.

Solomon pasa a enumerar otros asuntos que ocupaban todo el tiempo de Mozart: el fallecimiento inminente de su padre, una visita a Praga, el inicio de los trabajos sobre Don Giovanni y la composición de "una gran cantidad de obras". Además, en ese momento Mozart ya tenía un alumno de nueve años que vivía en su casa, Johann Nepomuk Hummel. Por último, señala que finalmente Beethoven regresó a Viena, pero solo en 1792, después del fallecimiento de Mozart en 1791. 
Otra hipótesis que, al parecer, es compatible con todas las pruebas documentales existentes (que no sean los informes sin pruebas de Jahn) es que Mozart y Beethoven, simplemente, nunca se reunieron.
Independientemente de cuál de estas hipótesis es verdadera, parece que la primera visita de Beethoven a Viena fue el inicio de un momento infeliz para el compositor. El Grove Dictionary of Music and Musicians apunta en el siguiente sentido:

La primera carta de supervivencia [de Beethoven], a un miembro de una familia en Augsburgo que había trabado amistad con él durante su camino [a Viena], describe los acontecimientos de melancolía de aquel verano e insinúa... su mala salud y la depresión.

## Influencia de las composiciones de Mozart en Beethoven
El trabajo de Mozart siguió influyendo en Beethoven, es un hecho indiscutible. Para dar un ejemplo, el papel jugado por la Sinfonía n.º 40 de Mozart en la composición de la Quinta Sinfonía de Beethoven puede ser documentada por los cuadernos de dibujo de Beethoven, donde copió una secuencia de la obra de Mozart que adaptó en su propia sinfonía. También se cree que algunas obras de Beethoven tienen modelos directos en comparación con las obras de Mozart. Por ejemplo, Charles Rosen ve el Concierto para piano n.º 24 en do menor, KV 491 de Mozart como un modelo para el Concierto para piano n.º 3, Op. 37 de Beethoven en la misma tonalidad, el Quinteto de viento con piano, KV 452, comparable con el Quinteto de viento con piano, Op. 16, y el Cuarteto de cuerda n.º 18, KV 464, con el Cuarteto de cuerda en la mayor, Op. 18 n.º 5.
Beethoven también escribió cadenzas (WoO 58) del primer y tercer movimiento del Concierto para piano n.º 20 de Mozart, así como cuatro variaciones sobre temas de Mozart:
- "Se vuol ballare" de Las bodas de Fígaro para piano y violín, WoO 40 (1792-1793).
- "La ci darem la mano" de Don Giovanni para dos oboes y corno inglés, WoO 28 (1796-1797).
- "Ein Mädchen oder Weibchen" de La flauta mágica para piano y violonchelo, Op. 66 (1796).
- "Bei Männern welche Liebe fühlen" de la misma ópera, para piano y violonchelo, WoO 46 (1801).[7]